# Teledomingo
Teledomingo va ser un programa de televisió, emès per TVE entre 1963 i 1965, amb direcció de Fernando García de la Vega i guions, entre d'altres, de José Luis Coll.

## Format
De dues hores i mitja de durada, l'espai s'emetia la tarda dels diumenges i és considerat com el primer programa contenidor de la història de la televisió a Espanya. Amb entrevistes, concursos i actuacions musicals, el programa incloïa seccions fixes com
- Escala en hi fi, que va arribar a adquirir la condició de programa propi.
- Deporte, secció presentada per Joaquín Díaz Palacios.
- Primer aplauso
- La mini-comèdia Cinco a la mesa, que reflectia les vivències d'una típica família espanyola i estava interpretada per Serafín García Vázquez, José Blanch, Rosalía Abonyego, Carola Fernán Gómez i Gloria Cámara.